# Lipton Football Club
El Lipton Football Club és un club de futbol argentí de la ciutat de Corrientes, a la Província de Corrientes, els seus colors són blau i blanc. El club fou fundat en 1923 per un grup de jugadors locals, en l'any següent, es filiat a Lliga Correntina de Futbol per competir en campionats provincials, i participà de la copa argentina en 1969, quan van ser derrotats per Lanús. El club juga a l'estadi Quincho D´Andrea.

## Palmarès
- Lliga correntina (13): 1937, 1939, 1940, 1943, 1944, 1945, 1948, 1951, 1962, 1969, 1996, 2004, 2006.